# 시오야 슌
시오야 슌(일본어: 塩谷瞬, 1982년 6월 7일 ~ )은 일본의 배우이다.

## 출연작

### 드라마
- 2002년~2003년 《인풍전대 허리켄저》 허리켄 레드 역
- 2008년 10월 9일~12월 11일《나나세 다시 한 번 》 이와부치 고스케 역